# 케우빙 호플레르

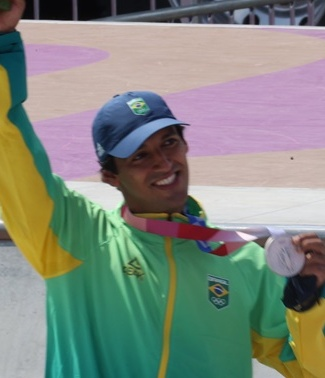
2020년 도쿄 올림픽에서

케우빙 호플레르(브라질 포르투갈어: Kelvin Hoefler, 1994년 2월 10일 ~ )는 브라질의 스케이트보드 선수이다. 상파울루 구아루자 출신. 2021년 열린 2020년 하계 올림픽 스케이트보드 남자 스트리트에서 은메달을 땄다.